# Megalomaniac
«Megalomaniac» es una canción de la banda estadounidense de rock alternativo Incubus, lanzado a través de Epic/Immortal el 23 de diciembre de 2003 como el primer sencillo de su quinto álbum de estudio A Crow Left of the Murder... (2004). La canción permaneció durante 6 semanas en el número 1 de la lista Billboard Modern Rock Tracks, .

## Composición
La canción comienza con un trino cíclico y áspero que dura unos 30 segundos (no presente en la edición de radio) antes de desvanecerse en una introducción más convencional. Toda la preparación dura aproximadamente un minuto en total antes de culminar en un riff de rock pesado, con guitarras eléctricas y bajos distorsionados, antes de pasar al primer verso. La canción alterna entre el estado de ánimo más suave de los versos y la sensación de rock de conducción del estribillo, logrando también incorporar un puente en la tonalidad de Dm, en contraste con el resto de la canción, que está en Gm.

## Video musical
El video esta dirigido por Floria Sigismondi. En él muestra imágenes de Adolf Hitler intercaladas con tomas de la banda y de muchas personas que protestan. A medida que avanza el video, se envían oficiales para dispersar a la multitud. El podio del orador se eleva muy alto; luego se revela que el podio es en realidad una bomba de gasolina. La bomba de gasolina arroja aceite sobre la multitud, mientras que la cabeza de la figura principal es consumida por un águila calva y comienza a comerse personas que se convirtieron en peces.

## Posicionamiento en listas
| Lista (2004)                           | Mejor posición |
| -------------------------------------- | -------------- |
| Alemania (Offizielle Deutsche Charts)  | 70             |
| Australia (ARIA)                       | 36             |
| Canadá Rock Top 30 (Radio & Records)   | 9              |
| Escocia (Scottish Singles Sales Chart) | 21             |
| Estados Unidos (Billboard Hot 100)     | 55             |
| Estados Unidos (Modern Rock Tracks)    | 1              |
| Estados Unidos (Mainstream Rock)       | 2              |
| Irlanda (IRMA)                         | 37             |
| Italia (FIMI)                          | 21             |
| Nueva Zelanda (Recorded Music NZ)      | 30             |
| Países Bajos (Mega Single Top 100)     | 98             |
| Reino Unido (UK Singles Chart)         | 23             |